# Pucciniomycotina
Pucciniomycotina là một phân ngành nấm thuộc về ngành Basidiomycota. Theo Dictionary of the Fungi, phân ngành này gồm 9 lớp, 20 bộ, và 37 họ. Trên 8.400 loài Pucciniomycotina đã được mô tả - chiếm trên 8% tất cả các loài nấm đã mô tả. Phân ngành này được coi là nhóm chị em với tổ hợp Ustilaginomycotina + Agaricomycotina, và có lẽ là dòng dõi cơ sở của Basidiomycota, mặc dù điều này là không chắc chắn do độ hỗ trợ thấp cho sự sắp đặt giữa 3 nhóm. Phân ngành này được gọi là Urediniomycetes cho tới năm 2006, khi nó được nâng cấp từ lớp lên thành phân ngành và đặt tên theo bộ lớn nhất trong nhóm là Puccinales.

## Sinh thái học
Pucciniomycotina có phạm vi sinh thái rộng như là ký sinh trên côn trùng, ký sinh nấm, nấm rễ cộng sinh lan; một số loài còn được phát hiện trong đất hay nước hoặc các thành viên cận bên sinh sống trên lá. Phần lớn là các mầm bệnh thực vật. Nhiều loài Pucciniomycotina là nấm gỉ sắt và được xếp trong bộ Puccinales với số loài ước tính khoảng 7.800 (khoảng 90% cả nhóm). Một số loài trong nhóm là mầm bệnh trên một số loài thực vật có tầm quan trọng kinh tế - thương mại, như lúa mì. Pucciniomycotina phổ biến rộng khắp và có mặt trên toàn thế giới.

## Hình thái học
Có sự đa dạng cao về hình thái trong Pucciniomycontina. Các dạng hình thành bào tử dao động từ thể quả lớn tới nấm men đơn bào. Sự hiện diện của các lô vách ngăn đơn là dấu hiệu chung của Pucciniomycotina và phân biệt nó với các nhóm chị em. Sự vượt trội của đường mannoza trong vách tế bào cũng là đặc trưng hợp nhất của nhóm.